# Нуцлео Ареа Артиђанале (Л'Аквила)
Нуцлео Ареа Артиђанале (итал. Nucleo Area Artigianale) је насеље у Италији у округу Л'Аквила, региону Абруцо.
Према процени из 2011. у насељу је живело 31 становника. Насеље се налази на надморској висини од 362 м.